# 明珠游龙
《明珠游龙》(又名:明珠遊龍) 是东方飞云国际影视投资制作的一部古装电视剧，是系列电视电影《大明嫔妃》的姊妹篇，讲述了“木匠皇帝”明熹宗朱由校的故事，原本沉醉于木匠手艺的少年皇帝在在深明大义的皇后张嫣和来自民间的妃子张宝珠的影响下决心奋发图强，挽救衰败中的大明王朝，面对把持朝政的客氏和魏忠贤等人的阻挠，他艰难支撑。当国家危难之时，他毅然将英明果决的弟弟朱由检推上了皇位，自己却遗憾结束了爱恨情仇的一生。
本剧于2010年6月开机拍摄，2012年3月26日到4月9日在江西卫视播出，大结局收视率创下年度新高（CSM42：0.59，CSM32：0.63）。

## 剧情
明熹宗朱由校本是一个懵懂的少年，一心沉醉于木匠手艺，不理会朝政大事，也不知民间疾苦，导致朝廷大权被魏忠贤和客氏等奸臣掌控。机缘巧合下，他立了长相酷似千年沉香木雕女子的张嫣为皇后，张嫣贤良淑德，深明大义，备受朱由校敬重，但也遭到魏忠贤和客氏的嫉恨，他们多次阴谋迫害张嫣，还导致她流产。朱由校因假扮平民参加民间木工大赛夺冠而与市井女混混张宝珠成了欢喜冤家，为了“报复”张宝珠，朱由校将她设计入宫，张宝珠稀里糊涂之下成了皇后治下的一名宫女，在宫中连连闯祸，也因此连吃苦头。多番纠缠之下，朱由校和张宝珠二人渐生好感，彼此倾慕，但张宝珠无法忍受皇帝的花心，多次逃离皇宫却总能被朱由校逮住。另一方面张嫣发现自己和朱由校之间没有太多的共同语言，反而和皇弟朱由检志趣相投，产生了微妙的情感。

## 演员表
| 演员   | 角色   | 简介                       |
| ------ | ------ | -------------------------- |
| 宋 洋  | 朱由校 | 皇上                       |
| 杨净如 | 张宝珠 | 由民女成为皇贵妃           |
| 吴静一 | 张 嫣  | 皇后                       |
| 刘淼淼 | 朱由检 | 朱由校的五弟               |
| 邢琪琦 | 魏忠贤 | 奸臣                       |
| 纳伊莎 | 客 氏  | 朱由校的奶娘, 魏忠贤對食   |
| 谢闻轩 | 张 婵  | 张嫣的表妹, 朱由检之妻     |
| 丁 浩  | 李光济 | 忠臣, 沐天香之夫           |
| 郑 茜  | 魏婉洛 | 朱由校之妃, 魏忠贤侄女     |
| 郭 萱  | 楚 楚  | 魏婉洛侍女, 后为朱由校之嫔 |
| 芦雪婷 | 沐天香 | 外族郡主, 李光济之妻       |

## 音乐
- 片头曲：雕琢
  - 作词：刘昭 作曲：钱琦 编曲：钱琦
  - 吉它：齐成刚 混音：余雷 和声编写/和声：杜雯媞
- 片尾曲：浮云
  - 作词：刘昭 作曲：钱琦 编曲：钱琦
  - 混音： 余雷 和声编写/和声： 杜雯媞

## 节目变迁
| 中国 江西卫视 每天19：30-21：15 两集连播 | 中国 江西卫视 每天19：30-21：15 两集连播 | 中国 江西卫视 每天19：30-21：15 两集连播 |
| ---------------------------------------- | ---------------------------------------- | ---------------------------------------- |
|                                          | 明珠游龙 （2012.03.26 - 2012.04.09）     |                                          |
| 青盲 （2012.03.01 - 2012.03.25）         | 家后 （2012.04.10 - 2012.04.24）         |                                          |
| 内蒙古卫视 每天19:40-22:00 两集连播      |                                          |                                          |
| 娘                                       | 明珠游龙 （2012.04.27 - 2012.05.11）     | 士兵突击                                 |